# Lee Peak
Lee Peak är en bergstopp i Antarktis. Den ligger i den centrala delen av kontinenten. Nya Zeeland gör anspråk på området. Toppen på Lee Peak är 2 002 meter över havet.
Terrängen runt Lee Peak är huvudsakligen kuperad. Området är obefolkat.